# Erich Vanecek
Erich Vanecek (* 18. November 1942 in Wien) ist außerordentlicher Professor im Ruhestand an der Fakultät für Psychologie der Universität Wien, Pianist und Begründer der Musikpsychologie in Österreich.

## Leben
Er schloss das Studium der Psychologie und Anthropologie an der Universität Wien ab und erhielt seine Promotion zum Dr. phil. im Jahr 1968. Zwei Jahre lang war er als Betriebspsychologe bei den Österreichischen Bundesbahnen tätig. Ab 1970 widmete er sich wieder ganz der Wissenschaft und war Assistent von Hubert Rohracher. 1983 schloss er seine Habilitation über Angewandte Lernpsychologie im Unterrichtsgeschehen ab.
Seit 1992 war Erich Vanecek Leiter des Fachbereiches Musikpsychologie an der Fakultät für Psychologie der Universität Wien. Seine Arbeitsschwerpunkte waren die psychologischen Aspekte des Instrumentalspiels sowie die Erforschung gehirnphysiologischer, kognitiver und persönlichkeitsbezogener Grundlagen der Musikrezeption und des aktiven Musizierens. „Er machte die psychologiegeschichtliche Forschung am heutigen Wiener Psychologischen Institut salonfähig.“
Seit 1999 agiert er als Vorstandsmitglied und Leiter der Forschungsgruppe Europäische Kulturinitiative. Seit 2006 ist er Leiter des Wiener Vereins Freude der Kammermusik, 2009 Gründungsmitglied der Österreichischen Gesellschaft für Musik und Medizin (Musikermedizin, Musikphysiologie, Musikpsychologie).
Erich Vanecek war zusammen mit seiner Frau Elfriede mit dem Klavierduo Vanecek viel in Österreich und Deutschland unterwegs. Er verfasste musikpsychologische Publikationen mit dem Schwerpunkt Hirngeschehen und Musik sowie Instrumentalpsychologie.